# جو کیونگ ران
جو کیونگ ران (Jo Kyung-ran) نویسنده ای کره‌ای است.
او در سال ۱۹۶۹ در سئول به دنیا آمد و در آنجا به تحصیل در رشته نویسندگی خلاق در مؤسسه هنرهای سئول ادامه داد،
او با اولین حضور ادبی خود در سال ۱۹۹۶ و داستان کوتاه فرانسوی Optical برنده جایزه Donga-Ilbo شد.

## آثار
- نوری فرانسوی (۱۹۹۷)
- زمان شکستن نان (۱۹۹۷، 식빵 굽는 시간)
- مبل بنفش من (۲۰۰۰)
- به دنبال فیل (۲۰۰۲، 코끼리를 찾아서)
- داستان ملاقه (۲۰۰۴)
- زبان (۲۰۰۷)
- من یک بالون خریدم (۲۰۰۸)
- اره ماهی
- Versammelte lichter (소설선)

## جوایز
- اولین جایزه انجمن ادبی نویسنده جدید (۱۹۹۶)
- جایزه ادبی دونگ این (۲۰۰۸ برای خرید بالون)